# Henicomyia flava
Henicomyia flava är en tvåvingeart som beskrevs av Lyneborg 1972. Henicomyia flava ingår i släktet Henicomyia och familjen stilettflugor. Inga underarter finns listade i Catalogue of Life.